# 青春歌謡ショー
『青春歌謡ショー』（せいしゅんかようショー）は、1965年6月21日から同年8月26日まで日本テレビ系列局で放送されていた読売テレビ製作の歌謡番組である。ハウス食品工業（現・ハウス食品）の一社提供。全7回。放送時間は毎週月曜 19:00 - 19:30 （日本標準時）。

## 出演者

### 司会
- 浜村淳

### 主な出演歌手
- 北原謙二
- 仲宗根美樹
- 叶修二
- 西郷輝彦
- 東山明美
- 美樹克彦
- 北原じゅん
- 久保明
- 田代みどり
- 山田太郎
- 二宮ゆき子
- 三田明
- 都はるみ
- 梶光夫
- スリーファンキーズ
- 高橋元太郎
- 水前寺清子
- ほか

参考：産経新聞 1965年6月21日 - 同年8月26日付のラジオ・テレビ欄
| 読売テレビ製作・日本テレビ系列 月曜19:00枠 【本番組からハウス食品工業一社提供枠】 | 読売テレビ製作・日本テレビ系列 月曜19:00枠 【本番組からハウス食品工業一社提供枠】 | 読売テレビ製作・日本テレビ系列 月曜19:00枠 【本番組からハウス食品工業一社提供枠】 |
| 前番組                                                                            | 番組名                                                                            | 次番組                                                                            |
| --------------------------------------------------------------------------------- | --------------------------------------------------------------------------------- | --------------------------------------------------------------------------------- |
| 即興劇場 アキレスてんてこゲーム （1965年3月22日 - 1965年6月14日）                 | 青春歌謡ショー （1965年6月21日 - 1965年8月）                                      | プロポーズ作戦 （1965年9月6日 - 1966年4月25日）                                   |

| スタブアイコン | サブスタブ | この項目は、まだ閲覧者の調べものの参照としては役立たない、テレビ番組に関連した書きかけの項目です。この項目を加筆・訂正などしてくださる協力者を求めています（P:テレビ/PJ:放送または配信の番組）。 |